# Pawieł Abańkin
Pawieł Siergiejewicz Abańkin, ros. Павел Сергеевич Абанькин (ur. 5 września?/18 września 1902 we wsi Łoczkowo w obwodzie riazańskim, zm. 15 sierpnia 1965) – radziecki admirał.

## Życiorys
Od 1920 był robotnikiem portowym w Rostowie, tam wstąpił do RKP(b). W 1923 ukończył technikum transportu wodnego, a w 1927 Szkołę Marynarki Wojennej im. M. W. Frunzego w Leningradzie i rozpoczął służbę we Flocie Bałtyckiej. W 1929 ukończył Oranienbaumską Szkołę Lotnictwa Morskiego, a w 1937 Akademię Marynarki Wojennej i został mianowany komisarzem wojskowym (oficerem politycznym) w Jejskiej Lotniczej Szkole Marynarki Wojennej.
Od czerwca 1939 był członkiem Rady Wojskowej Floty Oceanu Spokojnego, od lipca 1940 dowodził Amurską Flotyllą Wojskową, a od lipca 1943 Oneską Flotyllą Wojskową. We wrześniu 1944 został wyznaczony na komendanta Akademii Marynarki Wojennej, od kwietnia 1945 był zastępcą ludowego komisarza Marynarki Wojennej do spraw kadr, a od lutego 1947 – do spraw budownictwa okrętowego i uzbrojenia.
27 stycznia 1951 został awansowany na stopień admirała. Od kwietnia 1952 do czerwca 1958 był szefem Zarządu Służby Hydrograficznej Marynarki Wojennej, następnie był inspektorem wojskowym – doradcą Grupy Generalnych Inspektorów Ministerstwa Obrony ZSRR. W 1960 został przeniesiony w stan spoczynku.

## Awanse admiralskie
- kontradmirał - Uchwała Rady Komisarzy Ludowych nr 1394 z 21 maja 1941;
- wiceadmirał - Uchwała Rady Komisarzy Ludowych nr 904 z 21 lipca 1944;
- admirał - Uchwała Rady Ministrów ZSRR nr 257 z 27 stycznia 1951.

## Nagrody i odznaczenia
- Order Lenina – dwukrotnie;
- Order Czerwonego Sztandaru – dwukrotnie;
- Order Uszakowa I stopnia;
- Order Czerwonej Gwiazdy;
- medale[1].